# Ammothella biunguiculata
Ammothella biunguiculata (Dohrn, 1881) è un artropode marino appartenente alla famiglia Ammotheidae.

## Distribuzione e habitat
È cosmopolita; frequente sia nel sud dell'Australia che nelle acque europee e nel mar Mediterraneo. È una specie costiera, talvolta può essere trovata nelle pozze di scogliera.

## Descrizione
Presenta un corpo sottile, con una tromba sporgente tipica dei Pycnogonida. L'addome è di dimensioni ridotte; le zampe sono lunghe rispetto al corpo. La loro apertura può raggiungere i 15 mm.

## Biologia

### Alimentazione
È onnivoro.

### Riproduzione
È oviparo, le uova sono trasportate dal maschio.